# 미국 국립기상청

미국 국립기상국

미국 국립기상국(National Weather Service, NWS 또는 Weather Beureau)은 미국 정부의 미국 해양대기청(NOAA)를 이루는 여섯 개의 과학청 가운데 하나이다. 본부는 메릴랜드주 실버스프링에 위치해 있다.
미국 국립기상국은 미국 경제의 강화, 재산과 인명 보호를 위해 영토, 접경 수역을 포함하여 미국의 날씨, 일기 예보 및 경보를 발행한다. 이러한 일은 미국 및 지역 센터들과 122개 지역 WFO (일기예보사무소)가 처리하며, NWS가 정보 기관이 된 이후로 제공되는 대부분의 정보가 퍼블릭 도메인으로 되어 있으므로 무료로 이용할 수 있다.

## 역사
미국 국립기상국은 1870년 율리시스 S. 그랜트 대통령이 미국 의회의 양원 합동 결의 사항(감옥 결의안)을 통해 설립되었다. 이 기관은 미국 농무부의 일부가 되면서 1890년에 민영화되고, 1940년에는 상무부로 이관되었다. 그리고 나서 1966년 8월에 설립된 환경과학기술처(Environmental Science Services Administration)의 일부가 되었다. 1970년 8월 1일 ESSA는 국가환경정책법이 시행됨에 따라 이름이 미국 해양대기청(NOAA)으로 바뀌었고, 이 기상청의 이름은 미국 국립기상국(National Weather Service)이 되었다.

## 같이 보기
- 레지널드 페센든